# Thidrekssaga

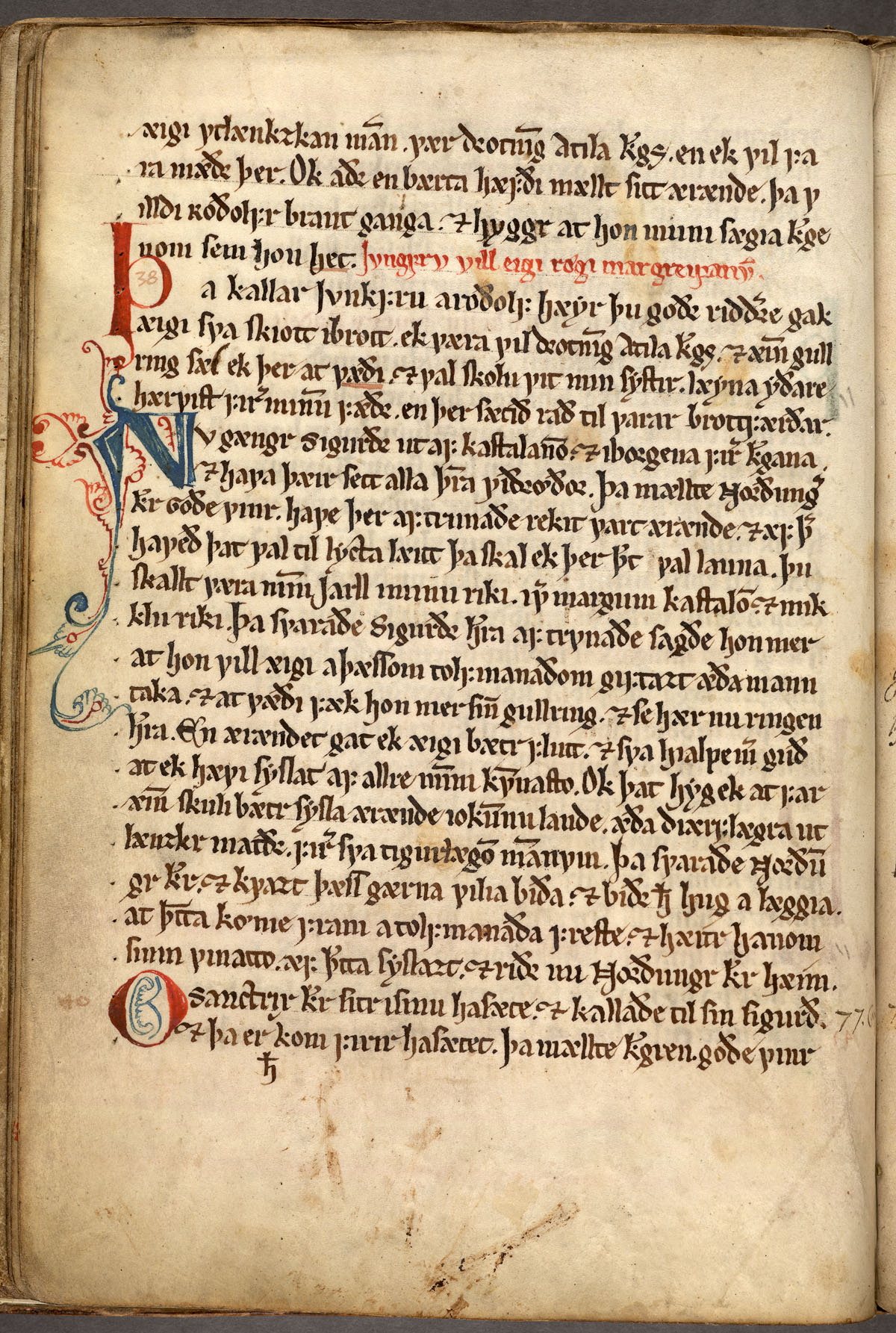
Thidrekssaga, Blatt aus Handschrift [https://www.manuscripta.se/ms/101252 Perg. fol. nr 4

Die Thidrekssaga ist eine umfangreiche Sagenkompilation des 13. Jahrhunderts in altnordischer Sprache; neben der älteren norwegischen Fassung (und mit ihr verwandten isländischen Fassungen) existiert auch eine knappere altschwedische aus dem 15. Jahrhundert (Didrikskrønike), von der zumeist angenommen wird, dass es sich um eine verkürzende und Widersprüche ausgleichende Übersetzung der uns erhaltenen norwegischen Handschrift handelt. Die Saga erzählt in Prosa (zu den Werken in Versform siehe Dietrichsepik) das Leben des Helden Þiðrekr af Bern, der im deutschen Sprachraum als Dietrich von Bern bekannt war.
Um diesen Thidrek gruppiert sich eine größere Zahl ursprünglich vermutlich in andere Kontexte gehörende Heldensagen, wie die von Siegfried, die Nibelungensage, die Sage von Wieland dem Schmied und die Wilzensage, deren Protagonisten mittels Gefolgschaft oder Verwandtschaft mit Thidrek verknüpft werden. Dadurch wird die Thidrekssaga zur frühesten Kompilation deutscher Heldensagen in Prosaform, weshalb sie in der germanistischen Forschung häufig benutzt wird.
Die Gestalt des Thidrek (Didrik, Dietrich) von Bern soll nach mehrheitlicher Forschungsauffassung an die Person des historischen Ostgotenkönigs Theoderich angelehnt sein. Allerdings hat ein erheblicher Teil der älteren deutschen Philologie dieser Annahme widersprochen und hält stattdessen eine ursprünglich rheinfränkische Sagengenese über den Merowingerkönig Theuderich I., der in heldenepischem Kontext mit dessen Sohn Theudebert I. auch als sagenoriginärer Protagonist des Wolfdietrich befürwortet wird, für wahrscheinlicher. Die wesentlichen literarischen Veränderungen des historischen ostgotischen und/oder rheinfränkischen Herrschertypus zur Sagenfigur des Thidrek waren bereits zur Zeit Karls des Großen erreicht, der eine angebliche Theoderich-Statue aus Ravenna nach Aachen überführen ließ. Schon im Hildebrandslied (aufgezeichnet um 830–840; vermutlich älter) musste Dietrich zu einem „Hunnen“-Herrscher fliehen, und zwar vor Odoaker, der tatsächlich sein Zeitgenosse war; nicht, wie in jüngeren Sagenformen, vor Ermanarich, der tatsächlich ca. 150 Jahre vor Theoderich lebte.
Heinz Ritter-Schaumburg, der erstmals die altschwedische Fassung der Thidrekssaga ins Deutsche übersetzt hat, stellte im Gegensatz dazu die umstrittene These auf, dass sich die Thidrekssaga auf historische Ereignisse der Völkerwanderungszeit Niederdeutschlands beziehe und Dietrich von Bern nicht mit dem Ostgotenkönig Theoderich identisch sei. Ritter-Schaumburgs Auslegung der Thidrekssaga wird jedoch von weiten Teilen der Forschung abgelehnt.
Der Sagaschreiber gibt an, seine Erzählung sei „zusammengestellt nach der Erzählung deutscher Männer, teilweise nach ihren Liedern, womit man große Herren unterhalten soll“. Vorlage der Saga wären demnach Quellen aus dem niederdeutschen Raum (Sachsenland), teils in Prosa, teils in Versen. Am Schluss des Niflungenteiles werden außerdem Gewährsleute aus Bremen, Münster und Soest erwähnt. Seit dem Hochmittelalter, mit dem Eindringen einer niederdeutsch geprägten Adels- und Kaufmannskultur in den Norden (vgl. Hanse), vergrößerte sich das skandinavische Interesse an Dietrich zunächst in Dänemark, Schweden und Norwegen.

### Die altnordischen Pergament-Handschriften

Johan Peringskiölds dreisprachige Textausgabe nach der Stockholmer Handschrift